# Saraca
Saraca é um género botânico pertencente à família Fabaceae.

## Espécies
- Saraca asoca
- Saraca bijuga
- Saraca cauliflora
- Saraca celebica
- Saraca chinensis
- Saraca declinata
- Saraca dives
- Saraca griffithiana
- Saraca hullettii
- Saraca indica (= S. asoca)
- Saraca lobbiana
- Saraca monodelpha
- Saraca thaipingensis
- Saraca tubiflora

1. ↑  «Saraca — World Flora Online». www.worldfloraonline.org. Consultado em 19 de agosto de 2020